# Eunidia pararothkirchi
Eunidia pararothkirchi là một loài bọ cánh cứng trong họ Cerambycidae.